# Brunetto Latini

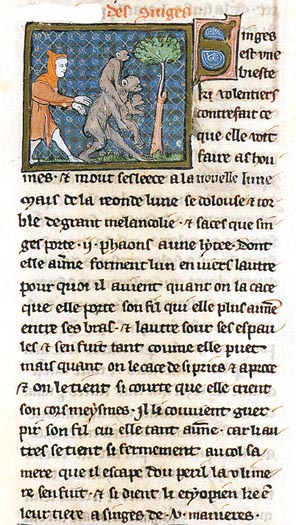
Rękopis Skarbca wiedzy. Fragment rozdziału O małpach (I 195).

Brunetto Latini (ur. ok. 1220, zm. 1294) – pisarz i polityk włoski.
Florentyńczyk, syn Buonaccorso Latiniego, miejscowego notariusza. Wiadomo, że był żonaty; miał dwóch synów i córkę.
W 1260 roku wszedł w skład poselstwa florenckiej komuny miejskiej do króla Kastylii, Alfonsa X Mądrego, które miało spowodować wystąpienie tego władcy przeciwko Manfredowi Hohenstaufowi. Misja zakończyła się jednak niepowodzeniem.
Podczas powrotu otrzymał od swego ojca wiadomość o klęsce popieranego przez siebie stronnictwa gwelfów w bitwie pod Montaperti. Władzę we Florencji przejęli wspierani przez Hohenstaufów procesarscy gibelini, a Latini wyemigrował do Paryża. Tam, poza czynnościami notarialnymi, zajął się studiami i pracą pisarską. Właśnie wtedy powstały jego dzieła literackie ze Skarbcem wiedzy na czele.
W marcu 1266 roku, kilka tygodni po klęsce i śmierci Manfreda Hohenstaufa pod Benewentem, Latini wrócił do Florencji, gdzie wpływy odzyskali gwelfowie, i zajął się już niemal tylko polityką.
Przez ostatnich trzydzieści lat życia awansował na kolejne stanowiska w hierarchii urzędniczej, a ukoronowaniem tej kariery było dziesięcioletnie zasiadanie w wybieralnej florenckiej radzie miejskiej (1282–1292). Ponadto, w 1287 roku pełnił funkcję jednego z priorów. Zyskał szacunek wśród mieszkańców miasta, stając się dla nich ważnym autorytetem, co potwierdzają ponowne wybory do rady miejskiej, jak również dwa świadectwa pisane.
Autorem pierwszego z nich jest florencki kronikarz Giovanni Villani: „W roku 1294 zmarł we Florencji pewien znakomity obywatel, imieniem Ser Brunetto Latini, który był wielkim filozofem i największym mistrzem retoryki, zarówno w umiejętności pięknego mówienia, jak i pisania (...) był on pisarzem naszej komuny (...) był inicjatorem i mistrzem ogłady dla Florentyńczyków, ucząc ich dbałości o piękną wymowę oraz umiejętności kierowania i rządzenia naszą republiką według polityki.” (tłum. M. Frankowska-Terlecka)
Drugie świadectwo wystawił sam Dante Alighieri (Boska komedia), który uważał Latiniego za swego ukochanego mistrza, jednak z niewiadomych przyczyn umieścił go w siódmym kręgu piekła (Piekło, pieśń XV), razem z sodomitami. Przypuszczalnym powodem takiego potraktowania mogła być popełniona przez niego „zdrada” języka włoskiego na rzecz francuskiego w przypadku Skarbca wiedzy.

## Dorobek literacki

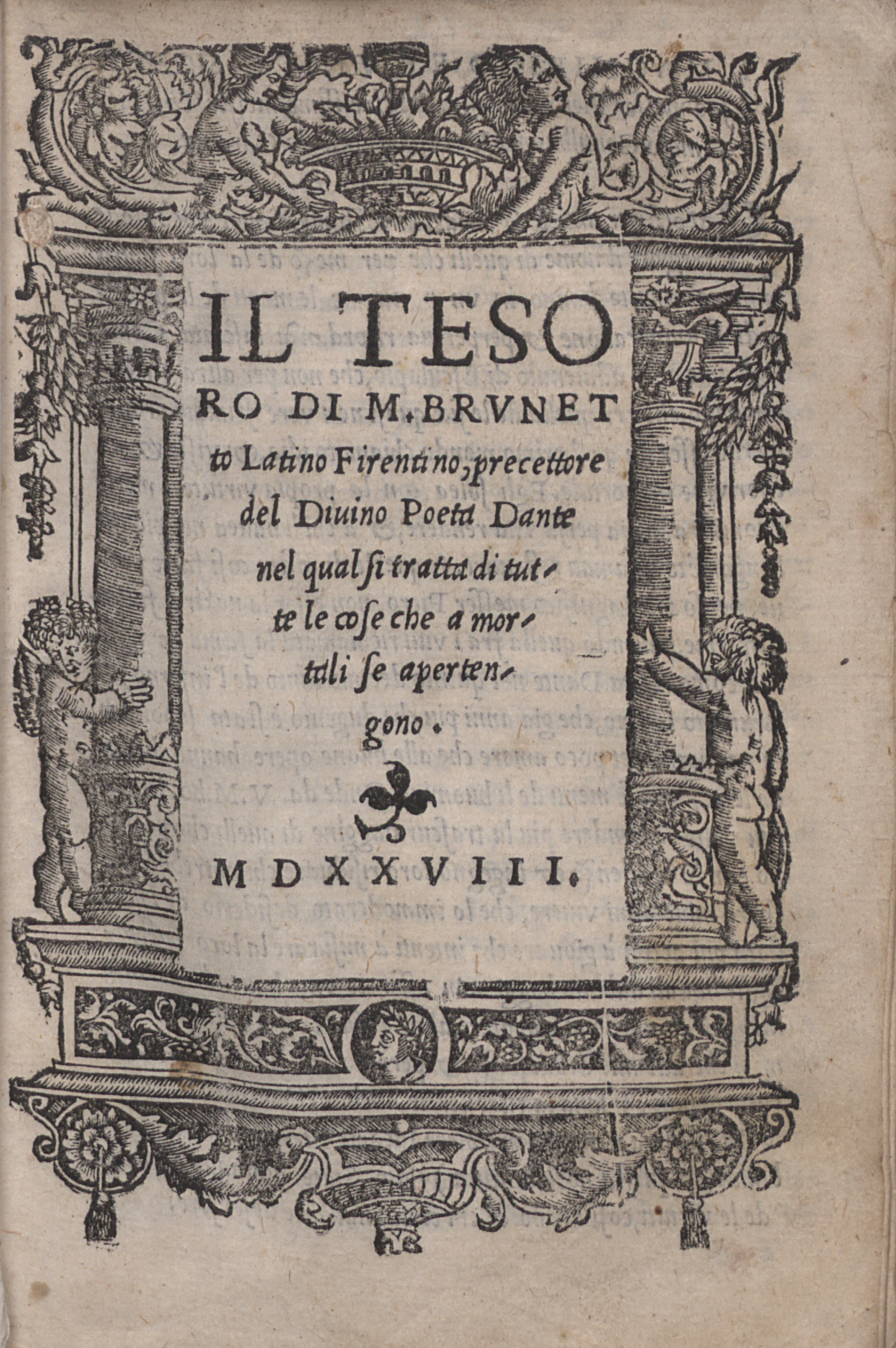
Włoski przekład Skarbca wiedzy. Wydanie weneckie z roku 1528.

Brunetto Latini jest autorem czterech, znanych nam, dzieł. Wszystkie powstały na przestrzeni lat 1260–1266, podczas jego pobytu we Francji:
- Skarbiec wiedzy (Li livres dou Tresor). Główne osiągnięcie literackie i naukowe Latiniego. To encyklopedyczne dzieło jest pierwszym zachowanym tekstem napisanym po francusku przez cudzoziemca. W trzech księgach poruszane są kolejno następujące dziedziny wiedzy: teologia, historia powszechna, fizyka z elementami astronomii, geografia, rolnictwo, budownictwo mieszkalne, zoologia (księga pierwsza); etyka (księga druga); retoryka i polityka (księga trzecia). Wydanie w tłumaczeniu polskim: B. Latini, Skarbiec wiedzy, tłum. M. Frankowska-Terlecka i T. Giermak-Zielińska, Warszawa 1992.
- Skarbczyk (Tesoretto). Nie zakończony poemat dydaktyczny w języku włoskim, korespondujący tematycznie ze Skarbcem wiedzy, ujęty w formę alegorycznej wizji.
- Rettorica. Włoski przekład pierwszych siedemnastu rozdziałów z pierwszej księgi De inventione Cycerona wraz z obszernym komentarzem.
- Poemacik (Favolello). Utwór poetycki traktujący o przyjaźni, napisany po włosku i dedykowany przyjacielowi-poecie, Rustico di Filippo.